# Giuvenzio Celso Figlio
Publio Giuvenzio Celso Figlio (67 – 130) è stato un politico e giurista romano del II secolo.
Giuvenzio Celso fu membro di rilievo del consilium principis di Adriano e uomo di riferimento, insieme al suo maestro e collega Nerazio Prisco (che era vent'anni più vecchio), della scuola proculiana del diritto. Secondo le fonti (in particolare Sesto Pomponio), Celso figlio è stato il più illustre successore di Labeone.
Prima di entrare nel consilium dell'imperatore Adriano, fu sicuramente pretore nel 106 o nel 107 e successivamente console iterum per la seconda volta nel 129.

## Biografia

### Vita pubblica
Celso nacque presumibilmente nell'Italia settentrionale, dove risiedevano molte famiglie della gens Iuventia, ed era figlio di un giurista e politico proculiano, Publio Giuvenzio Celso Padre, di cui si sa ben poco.
Ricoprì la carica di pretore nel 106 o nel 107; dal 114 al 115 egli fu governatore della Tracia, per poi ricoprire la carica di console suffetto dal maggio all'agosto del 115 insieme a Lucio Giulio Frugi. Ricoprì nuovamente la carica di console nell'anno 129 insieme a Lucio Nerazio Marcello. Dal 129 al 130 fu proconsole dell'Asia.
Scrive Elio Sparziano nella Historia Augusta che Celso fece parte anche del consilium principis dell'imperatore Adriano, insieme a Salvio Giuliano e Nerazio Prisco: 
(Elio Sparziano, Vita Hadriani, Historia Augusta)

### L'opera di giurista
A capo della scuola proculiana insieme a Nerazio Prisco, gli si deve la composizione di trentanove libri di Digesta, tra il 121 ed il 130, in cui il ius è esposto seguendo una particolare struttura, mutuata in parte dai Tripertita del giurista e console repubblicano Sesto Elio Peto, che poi ebbe grande fortuna; prima erano passate in rassegna le disposizioni dell'Editto pretorio, poi le leges publicae e i senatus consulta ed intorno ad ogni disposizione era apposta l'interpretatio del giurista, passato alla storia con la fama di uomo di grande intelletto e forte vis polemica, sebbene Plinio il Giovane riscontrasse in lui una certa debolezza retorica.
Oltre a questa sua (probabilmente prima) opera è risaputo che abbia anche compilato libri di Quaestiones ed Epistulae, ignorati totalmente però dai compilatori del Digesto giustinianeo, differentemente dai Digesta, che in parte furono integrati nella compilazione finale del diritto romano operata da Giustiniano.